# Harpactea hombergi
Harpactea hombergi là một loài nhện trong họ Dysderidae. Loài này trước đây thuộc về các chi Dysdera và Aranea.
Chúng sinh sống ở lục địa châu Âu. Con cái dài 6 đến 7 mm, con đực hơi nhỏ hơn và đạt đến một chiều dài 5 đến 6 mm. Bụng hình chữ nhật và màu nâu. Mai là màu đen và chân màu da cam với ban nhạc nâu. Con nhện sống dưới các vỏ cây và đá.